# Lista över danska ångfartyg
Lista över danska ångfartyg är en inkomplett lista över ångfartyg byggda eller direkt efter inköp registrerade i Danmark. Avsnittet I drift avser fartyg verksamma i Danmark år 2020, oavsett historia.

## I drift
| Namn      | Tidigare namn | Byggnadsår | Typ                        | Hemmahamn | Längd i meter | Bild |
| --------- | ------------- | ---------- | -------------------------- | --------- | ------------- | ---- |
| Bjørn     |               | 1908       | Bogserbåt                  | Helsingör | 20,8          |      |
| Hjejlen   |               | 1861       | Passagerarfartyg           | Silkeborg | 25,7          |      |
| Skjelskør |               | 1915       | Last- och passagerarfartyg | Skælskør  | 20,36         |      |

## I drift utomlands
| Namn      | Övriga namn                       | Byggnadsår | Typ       | Hemmahamn | Längd i meter | Status               | Bild |
| --------- | --------------------------------- | ---------- | --------- | --------- | ------------- | -------------------- | ---- |
| Sct. Knud | Othonia, St. Canute, S/S Stockvik | 1930       | Bogserbåt | Stocka    | 28,8          | Renoverad, svenskägd |      |

## Ej längre verksamma fartyg
| Namn                 | Övriga namn                                 | Byggnadsår | Typ                        | Hemmahamn    | Längd i meter | Status                                | Bild |
| -------------------- | ------------------------------------------- | ---------- | -------------------------- | ------------ | ------------- | ------------------------------------- | ---- |
| Ægir                 |                                             | 1841       | Kanonbåt                   | Köpenhamn    | 42,92         | Skrotad 1872                          |      |
| Baldor (fartyg)      |                                             | 1924       | Mudderverk                 | Köpenhamn    | 34,3          | Ur drift 1964                         |      |
| Baldur               |                                             | 1876       | Passagerarfärja            | Köpenhamn    | 49,9          | Skrotad 1925                          |      |
| Banka (fartyg)       | Baltrader                                   | 1919       |                            | Köpenhamn    | 77,7          | Såld till England 1926, ur drift 1940 |      |
| D/S Baron Stjernblad |                                             | 1890       | Lastfartyg                 | Köpenhamn    | 58,9          | Sänkt av tysk missil 1917             |      |
| S/S Bartels          |                                             | 1920       | Lastfartyg (cement)        | Köpenhamn    | 70,6          | Vrak utanför Ölands norrkust.         |      |
| Bellevue             | Codan (1916-1935), Vineta (Tyskland, 1941-) | 1916       | Passagerar och lastfartyg  | Köpenhamn    | 33,8          |                                       |      |
| S/S Dania            | S/S Quentin Durward                         | 1823       | Passagerarfartyg           |              | 30,5          | Skrotad 1841                          |      |
| H/S Dronningen       | H/S Samsø                                   | 1876       | Passagerarfartyg           | Kristiansand |               | Sjönk 1918                            |      |
| Frederik den Siette  |                                             | 1830       | Passagerarfartyg           | Köpenhamn    | 37,5          | Grundstött 1845                       |      |
| S/S Otto Petersen    | Tornagaleones                               | 1930       | Last- och passagerarfartyg | Köpenhamn    | 105           | Skrotat ca 1970                       |      |
| Saratov              | Leopold II                                  | 1888       | Militärt lastfartyg        | Köpenhamn    | 79,40         | Grundstött 1923                       |      |